# 凸尖榕
凸尖榕（学名：Ficus tinctoria sp. parastica）为桑科榕属下的一个亚种。

## 扩展阅读
- 維基物種上的相關：凸尖榕